# Canal principal de desguàs d'Allermöhe
El Canal principal de desguàs d'Allermöhe o (en alemany) Hauptentwässerungsgraben Allermöhe és un canal de desguàs no navegable que connecta el Südlicher Bahngraben amb el Dove Elbe a la frontera entre els barris d'Allermöhe i Neuallermöhe a l'estat d'Hamburg a Alemanya.

## Connecta amb

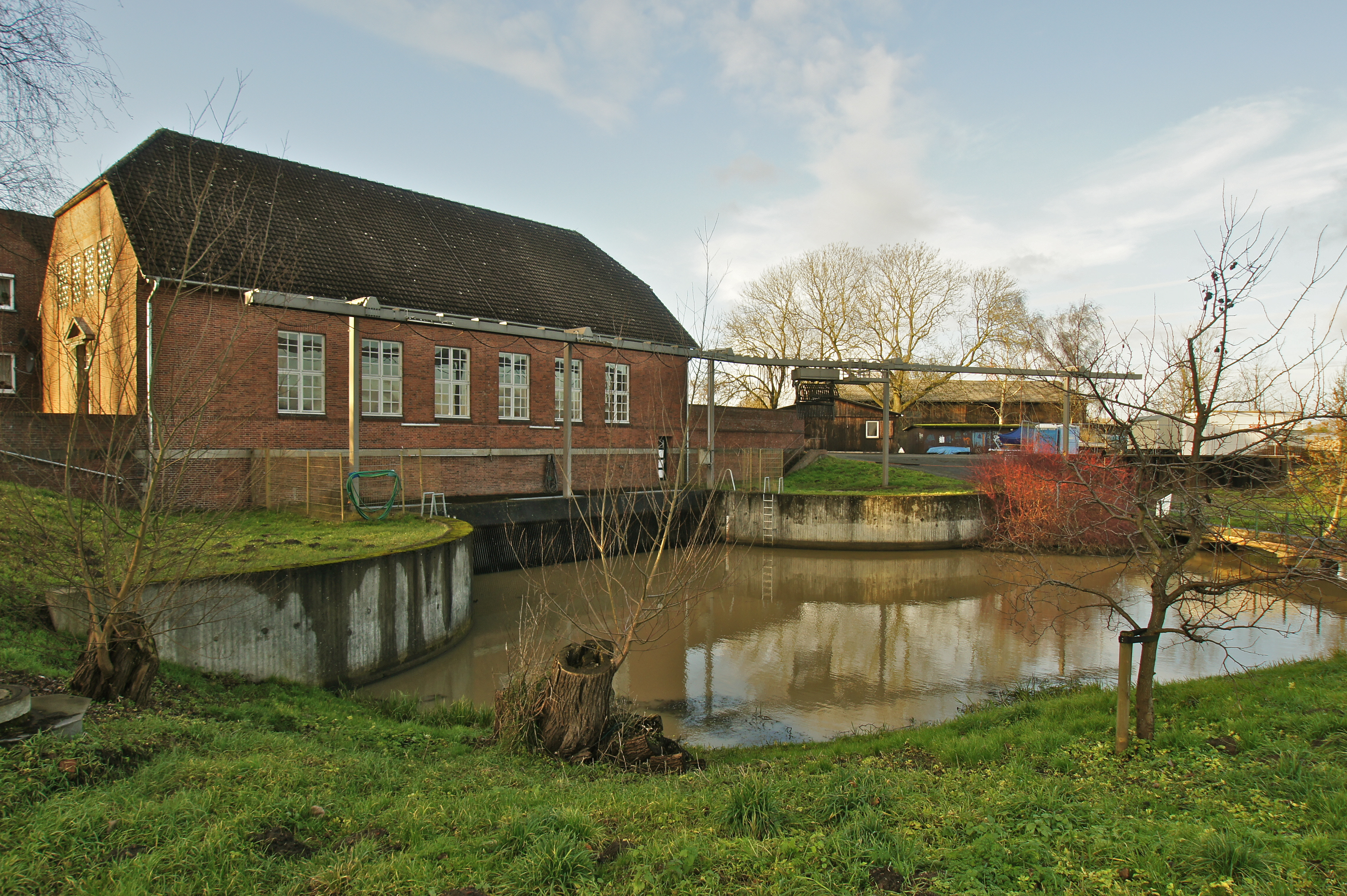
La resclosa de desguàs i l'estació de bombatge a la desembocadura amb el Dove Elbe

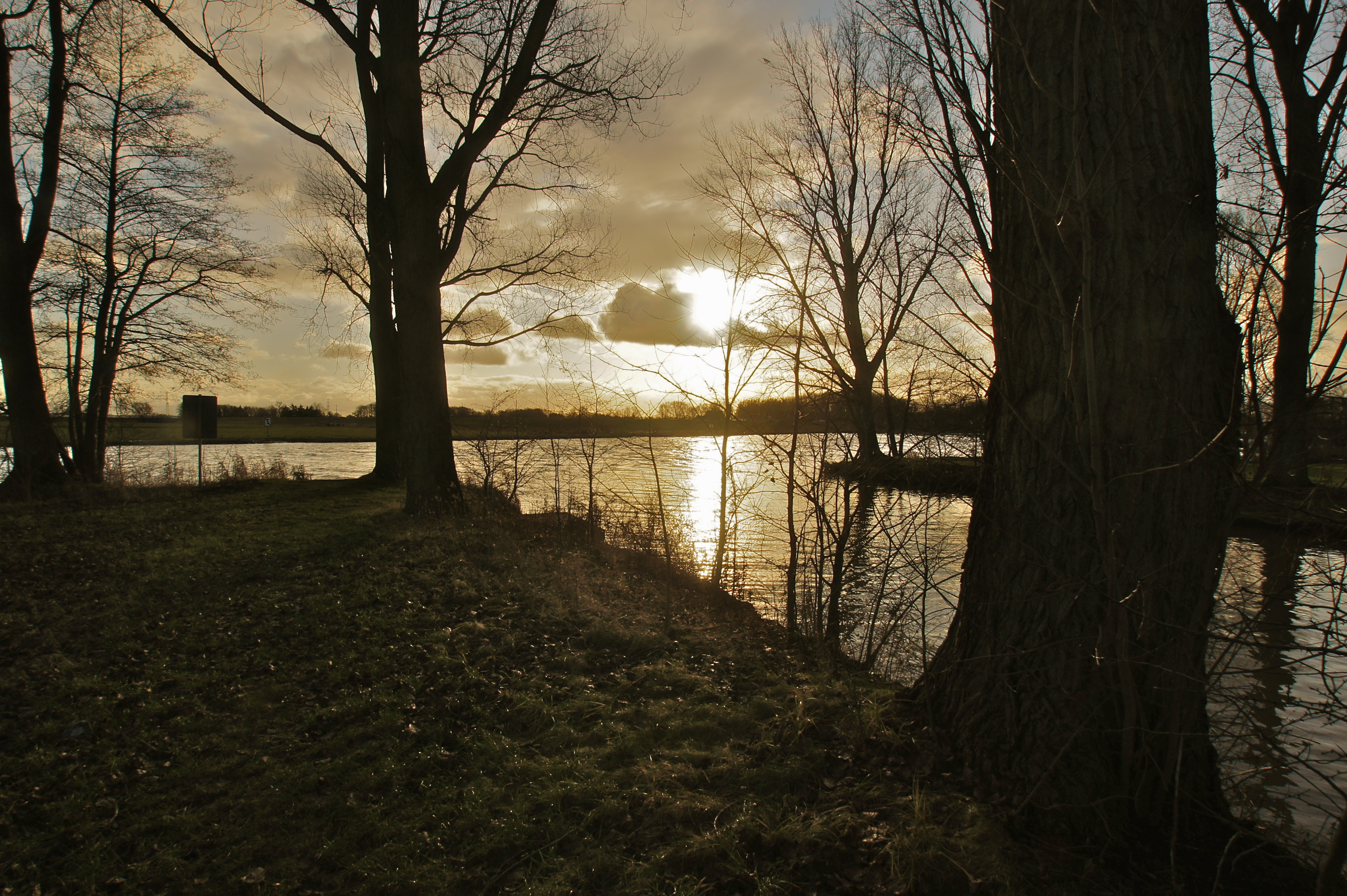
Desembocadura al Dove Elbe

- Mövenfleet
- Allermöher Landscheide
- Südlicher Bahngraben
- Dove Elbe

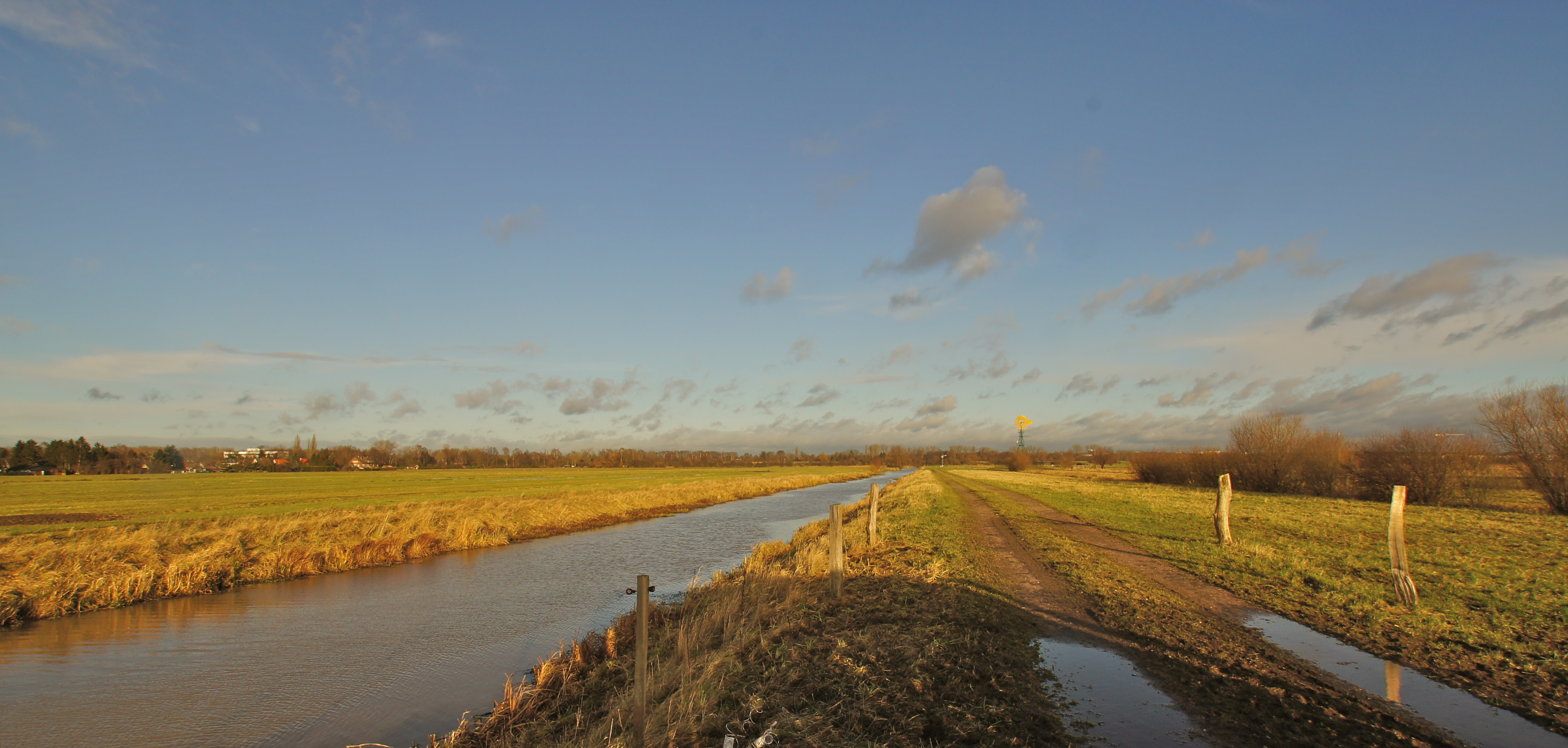
El canal a la desembocadura amb el Möwenfleet en direcció nord
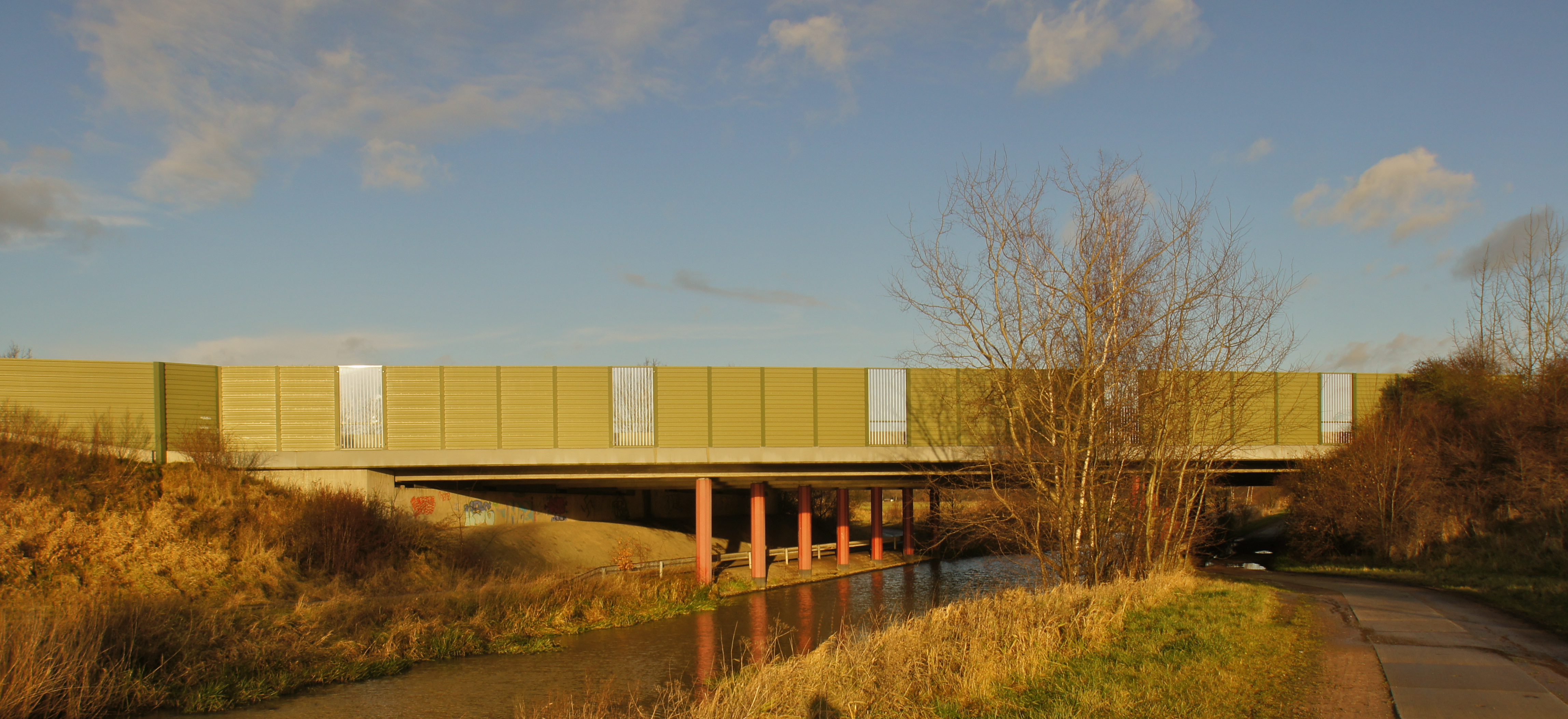
El viaducte de l'autopista A25 damunt el canal
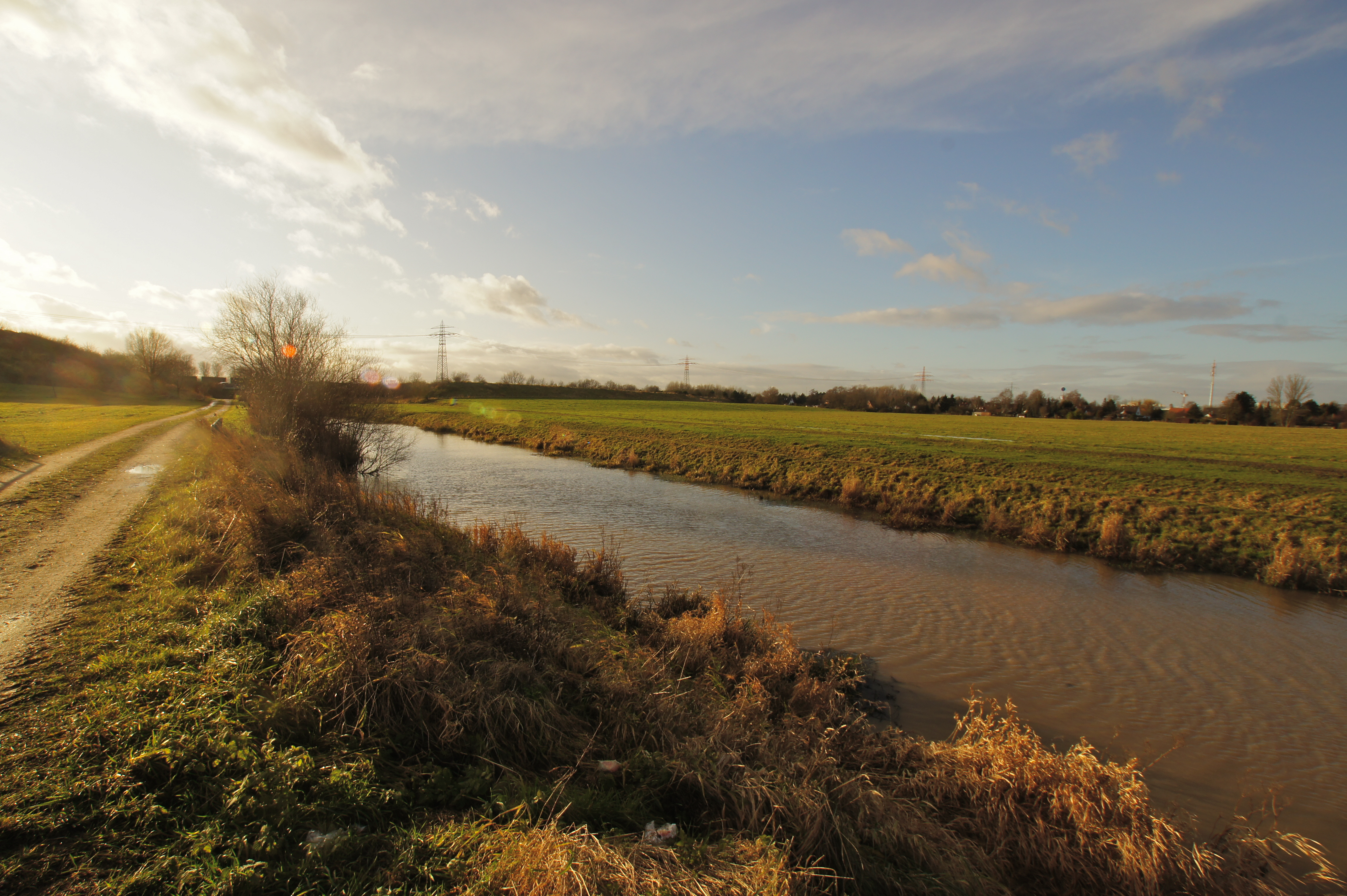
El canal en direcció sud
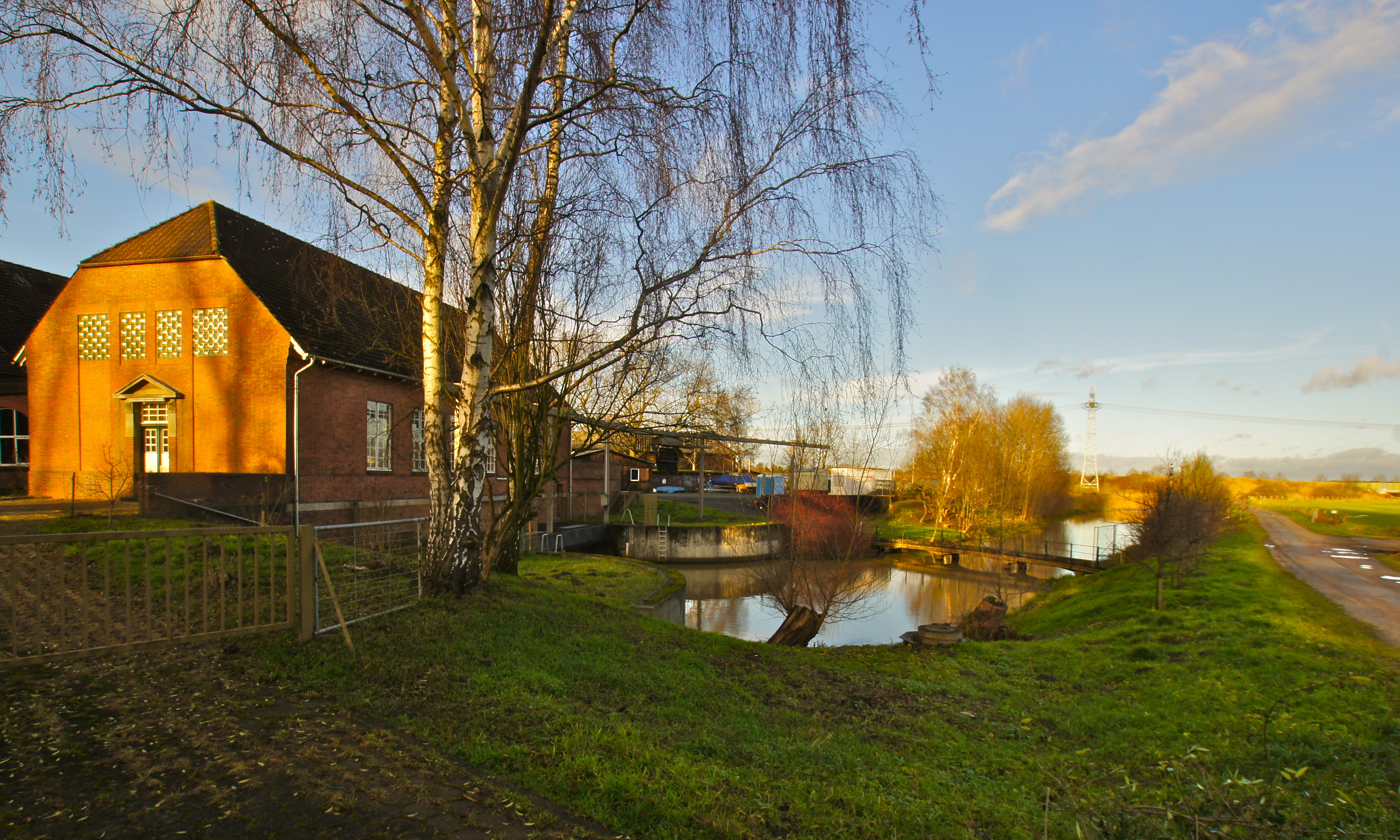
La resclosa de desguàs amb bomba